# 仲谷美紀
仲谷 美紀（なかや みき、1983年1月7日 - ）は日本の滋賀県出身のフィールドホッケー選手。身長159cm、体重52kg。ポジションはミッドフィルダー。
春照ホッケースポーツ少年団から米原市立伊吹山中学校、滋賀県立伊吹高等学校、東海女子大学（現在は東海学院大学）を経てコカ・コーラウエストジャパン（後のコカ・コーラウエスト、現・コカ・コーラボトラーズジャパンホールディングス）入社、コカ・コーラウエストレッドスパークス（現・コカ・コーラレッドスパークス）に所属していた。